# The Kooks
The Kooks (transkr. Kuks) engleska je indi rok grupa. Osnovana je 2004. godine u Brajtonu. Prvobitni članovi grupe školovali su se u Londonskoj školi za izvođačke umetnosti i tehnologiju.

## Članovi

### Sadašnji
- Luk Pričard — glavni vokal, ritam gitara, solo gitara
- Hju Haris — solo gitara, prateći vokal, klavir, klavijature, bas-gitara, ritam gitara
- Aleksis Nunjez — bubanj, udaraljke

### Bivši
- Piter Denton — bas-gitara, prateći vokal, ritam gitara
- Maks Raferti — bas-gitara, prateći vokal
- Pol Gared — bubanj, udaraljke

## Diskografija

### Studijski albumi
- (2006)
- (2008)
- (2011)
- (2014)
- (2018)

### Remiks albumi
- (2015)

### Kompilacije
- (2017)

## Nagrade i nominacije
- Nagrade Kju

| Godina | Kategorija            | Nominovano delo | Ishod      |
| ------ | --------------------- | --------------- | ---------- |
| 2006.  | Najbolji novi izvođač | —               | Nominacija |

## Spoljašnje veze
- Zvanični veb-sajt
- na sajtu Diskogs
- na sajtu Jutjub
- na sajtu
- na sajtu